# Lance Davids
Lance Davids (Città del Capo, 11 aprile 1985) è un ex calciatore sudafricano, di ruolo centrocampista.

## Caratteristiche tecniche
Dotato di una grande velocità, è diventato poco a poco uno dei punti di forza del Djurgården. Può giocare sia da difensore che da centrocampista, solitamente sulla fascia destra del campo.

## Carriera

### Club
Dopo aver giocato in Germania, con la maglia del Monaco 1860, è arrivato in Svezia, dove inizialmente non era tra i titolari. Durante la stagione, però, ha acquisito sempre maggiore importanza, fino a diventare uno dei punti cardine del Djurgården.
A dicembre 2007, ha effettuato un provino con due club inglesi, Blackburn Rovers e Newcastle United, ma non sono andati a buon fine ed il calciatore è rimasto in Svezia.

### Nazionale
Con la sua nazionale, ha partecipato alla Coppa delle nazioni africane 2008. Ha effettuato il debutto nella nazionale maggiore nel 2004. Conta anche 23 presenze per il Sudafrica under 23.

## Statistiche

### Presenze e reti in nazionale
| Cronologia completa delle presenze e delle reti in nazionale ― Sudafrica | Cronologia completa delle presenze e delle reti in nazionale ― Sudafrica | Cronologia completa delle presenze e delle reti in nazionale ― Sudafrica | Cronologia completa delle presenze e delle reti in nazionale ― Sudafrica | Cronologia completa delle presenze e delle reti in nazionale ― Sudafrica | Cronologia completa delle presenze e delle reti in nazionale ― Sudafrica | Cronologia completa delle presenze e delle reti in nazionale ― Sudafrica | Cronologia completa delle presenze e delle reti in nazionale ― Sudafrica |
| Data                                                                     | Città                                                                    | In casa                                                                  | Risultato                                                                | Ospiti                                                                   | Competizione                                                             | Reti                                                                     | Note                                                                     |
| ------------------------------------------------------------------------ | ------------------------------------------------------------------------ | ------------------------------------------------------------------------ | ------------------------------------------------------------------------ | ------------------------------------------------------------------------ | ------------------------------------------------------------------------ | ------------------------------------------------------------------------ | ------------------------------------------------------------------------ |
| 30-3-2004                                                                | Londra                                                                   | Sudafrica                                                                | 0 – 1                                                                    | Australia                                                                | Amichevole                                                               | -                                                                        | 59’                                                                      |
| 18-8-2004                                                                | Tunisi                                                                   | Tunisia                                                                  | 0 – 2                                                                    | Sudafrica                                                                | Amichevole                                                               | -                                                                        |                                                                          |
| 26-2-2005                                                                | Curepipe                                                                 | Seychelles                                                               | 0 – 3                                                                    | Sudafrica                                                                | Coppa COSAFA 2005 - 1º turno                                             | -                                                                        |                                                                          |
| 20-11-2007                                                               | Durban                                                                   | Sudafrica                                                                | 2 – 0                                                                    | Canada                                                                   | Amichevole                                                               | -                                                                        | 66’                                                                      |
| 31-1-2008                                                                | Kumasi                                                                   | Senegal                                                                  | 1 – 1                                                                    | Sudafrica                                                                | Coppa d'Africa 2008 - 1º turno                                           | -                                                                        | 80’                                                                      |
| 26-3-2008                                                                | Pretoria                                                                 | Sudafrica                                                                | 3 – 0                                                                    | Paraguay                                                                 | Amichevole                                                               | -                                                                        | 68’                                                                      |
| 1-6-2008                                                                 | Abuja                                                                    | Nigeria                                                                  | 2 – 0                                                                    | Sudafrica                                                                | Qual. Mondiali 2010                                                      | -                                                                        |                                                                          |
| 7-6-2008                                                                 | Pretoria                                                                 | Sudafrica                                                                | 4 – 1                                                                    | Guinea Equatoriale                                                       | Qual. Mondiali 2010                                                      | -                                                                        | 77’                                                                      |
| 14-6-2008                                                                | Freetown                                                                 | Sierra Leone                                                             | 1 – 0                                                                    | Sudafrica                                                                | Qual. Mondiali 2010                                                      | -                                                                        | 78’                                                                      |
| 19-8-2008                                                                | Londra                                                                   | Australia                                                                | 2 – 2                                                                    | Sudafrica                                                                | Amichevole                                                               | -                                                                        | 78’                                                                      |
| 8-9-2009                                                                 | Limerick                                                                 | Irlanda                                                                  | 1 – 0                                                                    | Sudafrica                                                                | Amichevole                                                               | -                                                                        |                                                                          |
| 11-10-2008                                                               | Bata                                                                     | Guinea Equatoriale                                                       | 0 – 1                                                                    | Sudafrica                                                                | Qual. Mondiali 2010                                                      | -                                                                        |                                                                          |
| 15-10-2008                                                               | Bloemfontein                                                             | Sudafrica                                                                | 2 – 1                                                                    | Ghana                                                                    | Amichevole                                                               | -                                                                        |                                                                          |
| 19-11-2008                                                               | Rustenburg                                                               | Sudafrica                                                                | 3 – 2                                                                    | Camerun                                                                  | Amichevole                                                               | -                                                                        |                                                                          |
| 11-2-2009                                                                | Polokwane                                                                | Sudafrica                                                                | 0 – 2                                                                    | Cile                                                                     | Amichevole                                                               | -                                                                        | 46’                                                                      |
| 28-3-2009                                                                | Rustenburg                                                               | Sudafrica                                                                | 2 – 1                                                                    | Norvegia                                                                 | Amichevole                                                               | -                                                                        | 83’                                                                      |
| 31-3-2009                                                                | Losanna                                                                  | Sudafrica                                                                | 0 – 2                                                                    | Portogallo                                                               | Amichevole                                                               | -                                                                        | 73’                                                                      |
| 17-11-2009                                                               | Bloemfontein                                                             | Sudafrica                                                                | 0 – 0                                                                    | Giamaica                                                                 | Amichevole                                                               | -                                                                        | 46’ 79’                                                                  |
| 27-1-2010                                                                | Durban                                                                   | Sudafrica                                                                | 3 – 0                                                                    | Zimbabwe                                                                 | Amichevole                                                               | -                                                                        | 66’                                                                      |
| 3-3-2010                                                                 | Durban                                                                   | Sudafrica                                                                | 1 – 1                                                                    | Namibia                                                                  | Amichevole                                                               | -                                                                        | 46’                                                                      |
| 1-4-2010                                                                 | Asunción                                                                 | Paraguay                                                                 | 1 – 1                                                                    | Sudafrica                                                                | Amichevole                                                               | -                                                                        | 46’                                                                      |
| 24-4-2010                                                                | -                                                                        | Sudafrica                                                                | 0 – 0                                                                    | Corea del Nord                                                           | Amichevole                                                               | -                                                                        | 53’                                                                      |
| 28-4-2010                                                                | Offenbach am Main                                                        | Sudafrica                                                                | 2 – 0                                                                    | Giamaica                                                                 | Amichevole                                                               | -                                                                        | 46’                                                                      |
| 16-5-2010                                                                | Pretoria                                                                 | Sudafrica                                                                | 4 – 0                                                                    | Thailandia                                                               | Amichevole                                                               | -                                                                        | 64’                                                                      |
| Totale                                                                   |                                                                          | Presenze                                                                 | 23                                                                       |                                                                          | Reti                                                                     | 0                                                                        |                                                                          |